# Moraea contorta
Moraea contorta är en irisväxtart som beskrevs av Peter Goldblatt. Moraea contorta ingår i släktet Moraea och familjen irisväxter. Inga underarter finns listade i Catalogue of Life.